# Buccina (instrument)

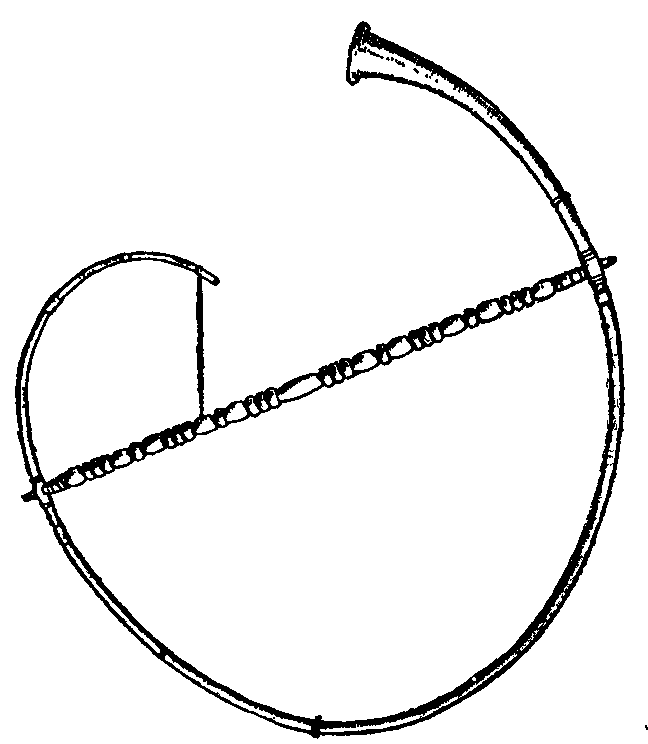
Bucina używana w rzymskich legionach (muzeum w Neapolu)

Bucina albo buccina (łac. būcĭnă) – instrument dęty w kształcie mocno zakrzywionego rogu, używany przez starożytnych Rzymian.

## Pochodzenie i przeznaczenie
Wykonany najczęściej z brązu, z reguły wykorzystywany jako wojskowy (wymieniany w tekstach Cycerona, Liwiusza, Tacyta i Polibiusza) i pasterski (wspomniany przez Warrona) instrument sygnałowy. Nazwa pochodzić miała od spiralnie skręconej muszli zwanej buccinum, będącej jego pierwowzorem i zapewne najwcześniejszą postacią (później wykonywany także z kości i drewna). Opis jego podaje Owidiusz w Przemianach (I 335). 
Kształtem i dźwiękiem różnił się od używanego w rzymskiej kawalerii krótszego rogu (cornu) i dlatego legionowych trębaczy-sygnalistów określano dla odróżnienia jako buccinatores (l. poj. buccinator). Według świadectw wymienionych autorów starożytnych, dawali oni sygnały do zaciągania wart po zachodzie słońca oraz ich zmiany za dnia i w nocy, rozpoczęcia i zakończenia posiłków, a także do wyruszenia na wroga bądź zgromadzenia się wojska przed wodzem. Także ludzie wyjątkowo zamożni wykorzystywali buccinatora dla oznajmiania godzin dnia sygnałem tego instrumentu.  
W rewolucyjnej Francji, w programowym nawiązywaniu do wzorów klasycznych, pod mylącą nazwą buciny (fr. buccin) przywrócono w praktycznym użyciu róg cornu; było to wynikiem badań antycznych instrumentów uwidocznionych na rzymskiej Kolumnie Trajana, prowadzonych w latach 70. XVIII wieku przez J. L. Davida.